# Žďár (tvrz)
Žďár je zaniklá tvrz ve stejnojmenné vesnici u Levínské Olešnice v okrese Semily v Libereckém kraji. Dochovalo se po ní tvrziště s terénními relikty opevnění.

## Historie
První zpráva o žďárské tvrzi pochází z roku 1375, kdy Diviš ze Žďáru podával kněze ke kostelu v Levínské Olešnici. Roku 1395 je připomínán Pešík ze Žďáru. Nedlouho poté tvrz pravděpodobně zanikla.

## Popis
Tvrziště se nachází jižně od bývalého hospodářského dvora v místě zvaném Krchovek. Na severní a východní straně byla tvrz oddělena od pokračujícího návrší příkopem a valem.